# Femmina diabolica
Femmina diabolica (Doña Diabla) è un film messicano del 1950 diretto da Tito Davison. Il soggetto è tratto dal testo teatrale omonimo scritto da Luis Fernandez Ardavin poi sceneggiato dallo stesso regista con Edmundo Baez.

## Trama
Angela ha sposato Esteban, un cinico opportunista senza scrupoli che non la amava ma la usava per raggiungere i suoi scopi. Stanca del matrimonio infelice Angela divorzia e decide di vendicarsi degli uomini e per questo motivo viene soprannominata "femmina diabolica".
Angelica, figlia della donna, nulla sa della vita della madre e quando Adrian, uno spasimante dalla vita tutt'altro che limpida, le rivela la verità fugge con lui.
Pur di liberare la figlia da questa influenza negativa Angela lo uccide e si costituisce alla giustizia.

## Riconoscimenti
Il film ottenne diverse candidature ai Premi Ariel del 1951 ma venne premiata solo l'attrice Maria Felix come migliore protagonista.
Venne presentato al Festival di Cannes anno 1951.